# Населення Кірибаті
Населення Кірибаті. Чисельність населення країни 2015 року становила 105,7 тис. осіб (193-тє місце у світі). Чисельність кірибатійців стабільно збільшується, народжуваність 2015 року становила 21,46 ‰ (75-те місце у світі), смертність — 7,12 ‰ (127-ме місце у світі), природний приріст — 1,15 % (105-те місце у світі) . 

## Природний рух

### Відтворення
Народжуваність у Кірибаті, станом на 2015 рік, дорівнює 21,46 ‰ (75-те місце у світі). Коефіцієнт потенційної народжуваності 2015 року становив 2,48 дитини на одну жінку (79-те місце у світі). Рівень застосування контрацепції 22,3 % (станом на 2009 рік). Середній вік матері при народженні першої дитини становив 23,1 року, медіанний вік для жінок — 25—29 років (оцінка на 2009 рік).
Смертність у Кірибаті 2015 року становила 7,12 ‰ (127-ме місце у світі).
Природний приріст населення в країні 2015 року становив 1,15 % (105-те місце у світі).

### Вікова структура

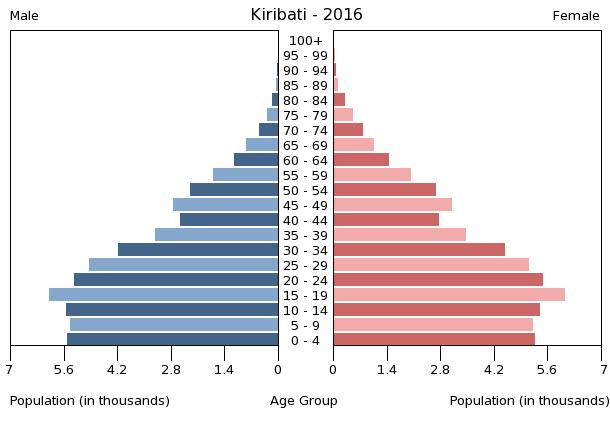
Віково-статева піраміда населення Кірибаті, 2016 рік

Середній вік населення Кірибаті становить 24,3 року (160-те місце у світі): для чоловіків — 23,4, для жінок — 25,1 року. Очікувана середня тривалість життя 2015 року становила 65,81 року (174-те місце у світі), для чоловіків — 63,36 року, для жінок — 68,39 року.
Вікова структура населення Кірибаті, станом на 2015 рік, мала такий вигляд:
- діти віком до 14 років — 30,77 % (16 582 чоловіки, 15 950 жінок);
- молодь віком 15—24 роки — 21,28 % (11 202 чоловіки, 11 296 жінок);
- дорослі віком 25—54 роки — 38,23 % (19 446 чоловіків, 20 965 жінок);
- особи передпохилого віку (55—64 роки) — 5,66 % (2706 чоловіків, 3281 жінка);
- особи похилого віку (65 років і старіші) — 4,05 % (1689 чоловіків, 2594 жінки)[1].

### Шлюбність— розлучуваність
Середній вік, коли чоловіки беруть перший шлюб, дорівнює 23,6 року, жінки — 20,1 року, загалом — 21,9 року (дані за 2009 рік).

## Розселення
Густота населення країни 2015 року становила 138,8 особи/км² (79-те місце у світі).

### Урбанізація
Кірибаті середньоурбанізована країна. Рівень урбанізованості становить 44,3 % населення країни (станом на 2015 рік), темпи зростання частки міського населення — 1,78 % (оцінка тренду за 2010—2015 роки).
Головні міста держави: Тарава (столиця) — 46,0 тис. осіб (дані за 2014 рік).

### Міграції
Річний рівень еміграції 2015 року становив 2,87 ‰ (179-те місце у світі). Цей показник не враховує різниці між законними і незаконними мігрантами, між біженцями, трудовими мігрантами та іншими.

## Расово-етнічний склад
| Етнічний склад (2010 рік) | Етнічний склад (2010 рік) | Етнічний склад (2010 рік) | Етнічний склад (2010 рік) | Етнічний склад (2010 рік) |
| ------------------------- | ------------------------- | ------------------------- | ------------------------- | ------------------------- |
| Етнос:                    |                           |                           | Відсоток:                 |                           |
| кірибаті                  | кірибаті                  |                           | 89.5%                     | 89.5%                     |
| мішаного походження       | мішаного походження       |                           | 9.7%                      | 9.7%                      |
| інші                      | інші                      |                           | 0.9%                      | 0.9%                      |

Головні етноси країни: кірибаті — 89,5 %, мішаного походження — 9,7 %, тувалуанці — 0,1 %, інші — 0,8 % населення (оціночні дані за 2010 рік).

## Мови
| Мови Кірибаті (2015 рік) | Мови Кірибаті (2015 рік) | Мови Кірибаті (2015 рік) | Мови Кірибаті (2015 рік) | Мови Кірибаті (2015 рік) |
| ------------------------ | ------------------------ | ------------------------ | ------------------------ | ------------------------ |
| Мова:                    |                          |                          | Відсоток:                |                          |
| кірибаті                 | кірибаті                 |                          | %                        | %                        |
| англійська               | англійська               |                          | %                        | %                        |

Офіційні мови: кірибаті, англійська.

## Релігії
| Релігії в Кірибаті (2009 рік) | Релігії в Кірибаті (2009 рік) | Релігії в Кірибаті (2009 рік) | Релігії в Кірибаті (2009 рік) | Релігії в Кірибаті (2009 рік) |
| ----------------------------- | ----------------------------- | ----------------------------- | ----------------------------- | ----------------------------- |
| Віросповідання:               |                               |                               | Відсоток:                     |                               |
| католики                      | католики                      |                               | 55.8%                         | 55.8%                         |
| протестанти                   | протестанти                   |                               | 35.5%                         | 35.5%                         |
| мормони                       | мормони                       |                               | 4.7%                          | 4.7%                          |
| бахаїсти                      | бахаїсти                      |                               | 2.3%                          | 2.3%                          |
| інші                          | інші                          |                               | 1.5%                          | 1.5%                          |
| атеїсти                       | атеїсти                       |                               | 0.2%                          | 0.2%                          |
| агностики                     | агностики                     |                               | 0.05%                         | 0.05%                         |

Головні релігії й вірування, які сповідує, і конфесії та церковні організації, до яких відносить себе населення країни: римо-католицтво — 55,8 %, пресвітеріанство — 33,5 %, мормони — 4,7 %, бахаїзм — 2,3 %, адвентизм — 2 %, інші — 1,5 %, не сповідують жодної — 0,2 %, не визначились — 0,05 % (станом на 2010 рік).

## Освіта
Рівень письменності 2015 року становив 99 % дорослого населення (віком від 15 років): 99 % — серед чоловіків, 99 % — серед жінок. (4-те місце у світі). Середня тривалість освіти становить 12 років, для хлопців — до 11 років, для дівчат — до 12 років (станом на 2015 рік).

## Охорона здоров'я
Забезпеченість лікарями у країні на рівні 0,38 лікаря на 1000 мешканців (станом на 2010 рік). Забезпеченість лікарняними ліжками у стаціонарах — 1,3 ліжка на 1000 мешканців (станом на 2011 рік). Загальні витрати на охорону здоров'я 2014 року становили 10,2 % ВВП країни (17-те місце у світі).
Смертність немовлят до 1 року, станом на 2015 рік, становила 34,26 ‰ (62-ге місце у світі); хлопчиків — 35,48 ‰, дівчаток — 32,99 ‰. Рівень материнської смертності 2015 року становив 90 випадків на 100 тис. народжень (155-те місце у світі).
Кірибаті входить до складу ряду міжнародних організацій: Міжнародного руху (ICRM) і Міжнародної федерації товариств Червоного Хреста і Червоного Півмісяця (IFRCS), Дитячого фонду ООН (UNISEF), Всесвітньої організації охорони здоров'я (WHO).

### Захворювання
Кількість хворих на СНІД невідома, дані про відсоток інфікованого населення в репродуктивному віці 15—49 років відсутні. Дані про кількість смертей від цієї хвороби за 2014 рік відсутні.
Частка дорослого населення з високим індексом маси тіла 2014 року становила 40,1 % (8-ме місце у світі); частка дітей віком до 5 років зі зниженою масою тіла становила 14,9 % (оцінка на 2009 рік). Ця статистика показує як власне стан харчування, так і наявну/гіпотетичну поширеність різних захворювань.

### Санітарія
Доступ до облаштованих джерел питної води 2015 року мало 87,3 % населення в містах і 50,6 % в сільській місцевості; загалом 66,9 % населення країни. Відсоток забезпеченості населення доступом до облаштованого водовідведення (каналізація, септик): в містах — 51,2 %, в сільській місцевості — 30,6 %, загалом по країні — 39,7 % (станом на 2015 рік).

## Соціально-економічне становище
Співвідношення осіб, що в економічному плані залежать від інших, до осіб працездатного віку (15—64 роки) загалом становить 63 % (станом на 2015 рік): частка дітей — 57 %; частка осіб похилого віку — 6 %, або 16,6 потенційно працездатного на 1 пенсіонера. Загалом ці показники характеризують рівень потреби державної допомоги в секторах освіти, охорони здоров'я та пенсійного забезпечення, відповідно. Дані про відсоток населення країни, що перебуває за межею бідності, відсутні. Дані про розподіл доходів домогосподарств у країні відсутні.
Станом на 2012 рік, у країні 43,89 тис. осіб не має доступу до електромереж; 59 % населення має доступ, у містах цей показник дорівнює 77 %, у сільській місцевості — 45 %. Рівень проникнення інтернет-технологій надзвичайно низький. Станом на липень 2015 року в країні налічувалось 14 тис. унікальних інтернет-користувачів (204-те місце у світі), що становило 13 % загальної кількості населення країни.

### Трудові ресурси
Загальні трудові ресурси 2012 року становили 39,0 тис. осіб без врахування самозайнятого на присадибних ділянках населення (198-ме місце у світі). Зайнятість економічно активного населення у господарстві країни розподіляється таким чином: аграрне, лісове і рибне господарства — 15 %; промисловість і будівництво — 10 %; сфера послуг — 75 % (2010). Безробіття 2010 року дорівнювало 30,6 % працездатного населення, 2005 року — 6,1 % (189-те місце у світі); серед молоді у віці 15—24 років ця частка становила 54 %, серед юнаків — 47,6 %, серед дівчат — 61,8 %.

## Кримінал

### Торгівля людьми
Згідно зі щорічною доповіддю про торгівлю людьми (англ. Trafficking in Persons Report) Управління з моніторингу та боротьби з торгівлею людьми Державного департаменту США, уряд Кірибаті докладає значних зусиль у боротьбі з явищем примусової праці, сексуальної експлуатації, незаконною торгівлею внутрішніми органами, але законодавство відповідає мінімальним вимогам американського закону 2000 року щодо захисту жертв (англ. Trafficking Victims Protection Act’s) не повною мірою, країна перебуває у списку другого рівня.

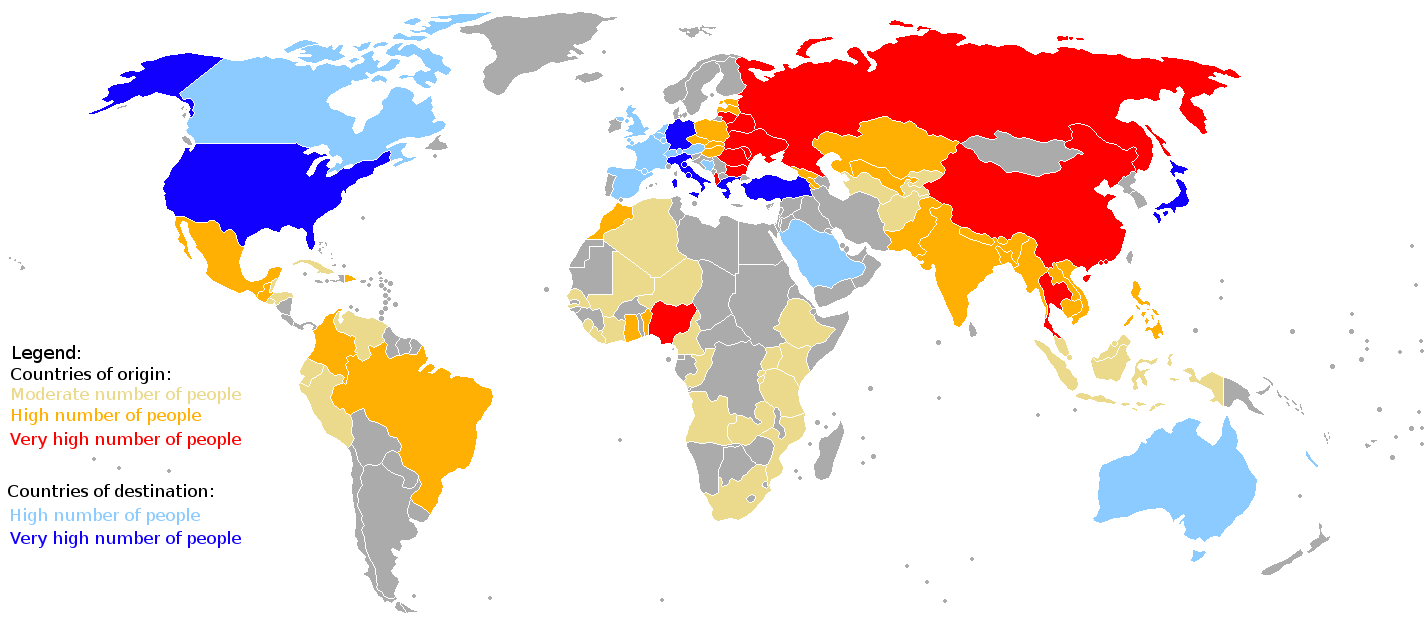
Країни-донори (червоний) і країни-реципієнти кримінальних потоків  (англ.)
Глобальна боротьба з торгівлею людьми (англ.)

## Гендерний стан
Статеве співвідношення (оцінка 2015 року):
- при народженні — 1,05 особи чоловічої статі на 1 особу жіночої;
- у віці до 14 років — 1,04 особи чоловічої статі на 1 особу жіночої;
- у віці 15—24 років — 0,99 особи чоловічої статі на 1 особу жіночої;
- у віці 25—54 років — 0,93 особи чоловічої статі на 1 особу жіночої;
- у віці 55—64 років — 0,83 особи чоловічої статі на 1 особу жіночої;
- у віці за 64 роки — 0,65 особи чоловічої статі на 1 особу жіночої;
- загалом — 0,95 особи чоловічої статі на 1 особу жіночої[1].

## Демографічні дослідження
Демографічні дослідження у країні ведуться рядом державних і наукових установ:

### Українською
- Атлас. 10—11 клас. Економічна і соціальна географія світу / упорядники :  О. Я. Скуратович, Н. І. Чанцева. — К. : ДНВП «Картографія», 2010. — ISBN 978-966-475-639-3.
- Атлас світу / голов. ред. І. С. Руденко ; зав. ред. В. В. Радченко ; відп. ред. О. В. Вакуленко. — К. : ДНВП «Картографія», 2005. — 336 с. — ISBN 9666315467.
- Безуглий В. В. Економічна і соціальна географія зарубіжних країн : Навчальний посібник. — К. : ВЦ «Академія», 2007. — 704 с. — ISBN 978-966-580-239-6.
- Безуглий В. В., Козинець С. В. Регіональна економічна і соціальна географія світу : Навчальний посібник. — видання 2-ге, доп., перероб. — К. : ВЦ «Академія», 2007. — 688 с. — ISBN 966-580-144-9.
- Головченко В. І., Кравчук О. Країнознавство: Азія, Африка, Латинська Америка, Австралія і Океанія. — К., 2006. — 335 с. — ISBN 966-8939-04-2.
- Гудзеляк І. І. Географія населення: Навчальний посібник / І. Гудзеляк. — Л. : Видавничий центр ЛНУ імені Івана Франка, 2008. — 232 с. — ISBN 978-966-613-599-8.
- Дахно І. І. Країни світу: Енциклопедичний довідник / І. І. Дахно, С. М. Тимофієв. — К. : Мапа, 2011. — 606 с. — (Бібліотека нового українця) — ISBN 978-966-8804-23-6.
- Дахно І. І. Економічна географія зарубіжних країн : навчальний посібник. — К. : Центр учбової літератури, 2014. — 319 с. — ISBN 978-611-01-0682-5.
- Джаман В. О. Регіональні системи розселення: демографічні аспекти. — Чернівці : Рута, 2003. — 392 с. — ISBN 9665685988.
- Дорошенко Л. С. Демографія: Навчальний посібник. — К. : МАУП, 2005. — 112 с. — ISBN 966-608-442-2.
- Дубович І. А. Країнознавчий словник-довідник. — 5-те вид., перероб. і доп. — К. : Знання, 2008. — 839 с. — ISBN 978-966-346-330-8.
- Економічна і соціальна географія країн світу. Навчальний посібник / За ред. Кузика С. П. — Л. : Світ, 2002. — 672 с. — ISBN 966-603-178-7.
- Загальна медична географія світу / В. О. Шевченко [та ін.] — К. : [б.в.], 1998. — 178 с.
- Книш М. М., Мамчур О. І. Регіональна економічна і соціальна географія світу (Латинська Америка та Карибські країни, Африка, Азія, Океанія) : навч. посіб. — Л. : ЛНУ ім. Івана Франка, 2013. — 368 с. — ISBN 978-617-10-0007-0.
- Крисаченко В. С. Динаміка населення: Популяційні, етнічні та глобальні виміри. — К. : Видавництво Національного інституту стратегічних досліджень, 2005. — 368 с. — ISBN 966-554-083-1.
- Любіцева О. О., Мезенцев К. В., Павлов С. В. Географія релігій. — К. : АртЕК, 1999. — 504 с. — ISBN 966-505-006-0.
- Масляк П. О. Країнознавство. — К. : Знання, 2007. — 292 с. — (Вища освіта XXI століття)
- Масляк П. О., Дахно І. І. Економічна і соціальна географія світу / П. О. Масляк, І. І. Дахно ; за ред. П. О. Масляка. — К. : Вежа, 2003. — 280 с. — ISBN 966-7091-53-8.

### Російською
- (рос.) Кирибати // Демографический энциклопедический словарь / главн. ред. Валентей Д. И. — М. : Советская энциклопедия, 1985. — 608 с.
- (рос.) Кирибати // Страны и народы. Австралия и Океания. Антарктида / Редкол. П. И. Пучков (отв. ред.) и др. — М. : «Мысль». — 301 с. — (Страны и народы) — 180 тис. прим.
- (рос.) Атлас народов мира / Отв. ред. С. И. Брук и В. С. Апенченко. — М. : ГУГК ГГК СССР и Институт этнографии им. Н. Н. Миклухо-Маклая АН СССР, 1964. — 185 с. — 20 тис. прим.
- (рос.) Численность и расселение народов мира. Этнографические очерки / под ред. С. И. Брука. — М. : Издательство АН СССР, 1962. — 487 с.
- (рос.) Лаппо Г. М. География городов: Учебное пособие для географических факультетов вузов. — М. : Туманит, изд. центр ВЛАДОС, 1997. — 476 с. — ISBN 5-691-00047-0.
- (рос.) Ягельский А. География населения. — М. : Прогресс, 1980. — 383 с.